# Deportivo Alavés
Deportivo Alavés, S.A.D. (phát âm tiếng Tây Ban Nha: [depoɾˈtiβo alaˈβes]; Sporting Alavés), thường được viết tắt là Alavés, là một câu lạc bộ bóng đá Tây Ban Nha có trụ sở tại Vitoria-Gasteiz, Álava, trong cộng đồng tự trị của xứ Basque. Được thành lập vào ngày 1 tháng 7 năm 1920 với tên Sport Friends Club, Alavés thi đấu ở La Liga, được thăng hạng trở lại từ Segunda División trong mùa giải 2022–23 sau khi đánh bại đối thủ Levante ở phút thứ 120 trong trận chung kết play-off thăng hạng.
Câu lạc bộ được công nhận là một trong những đội bóng thành công nhất ở xứ Basque sau Athletic Bilbao của Bilbao và Real Sociedad của San Sebastián. Thành công lớn nhất của đội bóng là vào năm 2001, năm đầu tiên thi đấu ở châu Âu, Deportivo Alavés vào chung kết UEFA Cup 2001 với Liverpool, bị đánh bại 4–5 bởi bàn thắng vàng. Năm 2017, câu lạc bộ vào chung kết Copa del Rey, thua 1–3 trước Barcelona.
Trang phục sân nhà của đội là áo sọc xanh trắng, quần short xanh và tất trắng. Câu lạc bộ tổ chức các trận đấu trên sân nhà tại sân vận động Mendizorrotza với 19.840 chỗ ngồi và sử dụng các cơ sở vật chất khác nằm ở Ibaia dành riêng cho tập luyện.

## Cầu thủ

### Đội hình hiện tại
Tính đến ngày 2/9/2024
Ghi chú: Quốc kỳ chỉ đội tuyển quốc gia được xác định rõ trong điều lệ tư cách FIFA. Các cầu thủ có thể giữ hơn một quốc tịch ngoài FIFA.
| Số | VT | Quốc gia        | Cầu thủ                           |
| -- | -- | --------------- | --------------------------------- |
| 1  | TM | Tây Ban Nha     | Antonio Sivera (đội trưởng)       |
| 3  | HV | Tây Ban Nha     | Manu Sánchez (mượn từ Celta Vigo) |
| 4  | HV | Serbia          | Aleksandar Sedlar                 |
| 5  | HV | Maroc           | Abdel Abqar                       |
| 6  | TV | Tây Ban Nha     | Ander Guevara (đội phó)           |
| 7  | TV | Tây Ban Nha     | Carlos Vicente                    |
| 8  | TV | Tây Ban Nha     | Antonio Blanco                    |
| 9  | TĐ | Tây Ban Nha     | Asier Villalibre                  |
| 10 | TV | Argentina       | Tomás Conechny                    |
| 11 | TĐ | Tây Ban Nha     | Toni Martínez                     |
| 12 | HV | Uruguay         | Santiago Mouriño                  |
| 13 | TM | Guinea Xích Đạo | Jesús Owono                       |

| Số | VT | Quốc gia    | Cầu thủ                                 |
| -- | -- | ----------- | --------------------------------------- |
| 14 | HV | Argentina   | Nahuel Tenaglia (đội phó thứ 2)         |
| 15 | TĐ | Tây Ban Nha | Carlos Martín (mượn từ Atlético Madrid) |
| 16 | HV | Tây Ban Nha | Hugo Novoa                              |
| 17 | TĐ | Tây Ban Nha | Kike García                             |
| 18 | TV | Tây Ban Nha | Jon Guridi                              |
| 19 | TĐ | Tây Ban Nha | Stoichkov                               |
| 20 | TĐ | Argentina   | Luka Romero (mượn từ AC Milan)          |
| 21 | TĐ | Algérie     | Abde Rebbach                            |
| 22 | HV | Mali        | Moussa Diarra                           |
| 23 | TV | Uruguay     | Carlos Benavídez                        |
| 24 | TV | Tây Ban Nha | Joan Jordán (mượn từ Sevilla)           |
| 31 | TM | Argentina   | Adrián Rodríguez                        |

### Đội dự bị
Ghi chú: Quốc kỳ chỉ đội tuyển quốc gia được xác định rõ trong điều lệ tư cách FIFA. Các cầu thủ có thể giữ hơn một quốc tịch ngoài FIFA.
| Số | VT | Quốc gia    | Cầu thủ       |
| -- | -- | ----------- | ------------- |
| 26 | HV | Tây Ban Nha | Álvaro García |
| 27 | HV | Tây Ban Nha | Egoitz Muñoz  |
| 34 | HV | Tây Ban Nha | Eneko Ortiz   |

| Số | VT | Quốc gia    | Cầu thủ         |
| -- | -- | ----------- | --------------- |
| 35 | HV | Tây Ban Nha | Alejandro Jay   |
| 36 | HV | Tây Ban Nha | Adrián Pica     |
| 37 | TĐ | Tây Ban Nha | Julen Lartitegi |

### Cầu thủ khác theo hợp đồng
Ghi chú: Quốc kỳ chỉ đội tuyển quốc gia được xác định rõ trong điều lệ tư cách FIFA. Các cầu thủ có thể giữ hơn một quốc tịch ngoài FIFA.
| Số | VT | Quốc gia   | Cầu thủ           |
| -- | -- | ---------- | ----------------- |
| —  | TV | Mauritanie | Abdallahi Mahmoud |

### Cho mượn
Ghi chú: Quốc kỳ chỉ đội tuyển quốc gia được xác định rõ trong điều lệ tư cách FIFA. Các cầu thủ có thể giữ hơn một quốc tịch ngoài FIFA.
| Số | VT | Quốc gia    | Cầu thủ                                         |
| -- | -- | ----------- | ----------------------------------------------- |
| —  | HV | Tây Ban Nha | Joseda Álvarez (tại Sestao River đến 30/6/2025) |
| —  | HV | Serbia      | Nikola Maraš (tại Sporting Gijón đến 30/6/2025) |
| —  | HV | Cameroon    | Stephane Keller (tại Istra 1961 đến 30/6/2025)  |
| —  | HV | Tây Ban Nha | Víctor Parada (tại Mirandés đến 30/6/2025)      |

| Số | VT | Quốc gia    | Cầu thủ                                           |
| -- | -- | ----------- | ------------------------------------------------- |
| —  | TV | Tây Ban Nha | Selu Diallo (tại Atlético Madrid B đến 30/6/2025) |
| —  | TV | Tây Ban Nha | Unai Ropero (tại Eldense đến 30/6/2025)           |
| —  | TĐ | Argentina   | Joaquín Panichelli (tại Mirandés đến 30/6/2025)   |
| —  | TĐ | Tây Ban Nha | Maroan Sannadi (tại Barakaldo đến 30/6/2025)      |

## Nhân viên câu lạc bộ
| Chức vụ                  | Tên                                                |
| ------------------------ | -------------------------------------------------- |
| Huấn luyện viên          | Luis García Plaza                                  |
| Trợ lý huấn luyện viên   | Pedro Rostoll                                      |
| Huấn luyện viên thủ môn  | Javier Barbero                                     |
| Huấn luyện viên thể hình | Félix Vicente Nenad Njaradi                        |
| Nhà phân tích            | Raúl Gallego Jon Zubillaga                         |
| Bác sĩ đội bóng          | Josu Díaz de Alda Mario Pérez Iñigo Simón          |
| Nhà vật lý trị liệu      | Javier Pérez Elorrieta Raúl Gutiérrez Eneko Candal |
| Chuyên gia dinh dưỡng    | Nicolás de Silva                                   |
| Người quản lý            | Álvaro Sevilla                                     |
| Utillero                 | David Yébenes                                      |
| Đại diện                 | Lluís Codina                                       |